# Fairbairn–Sykes kampkniv
Fairbairn–Sykes kampkniv er en tveægget kampkniv, der minder om en daggert eller en poignard med fleuretgreb. Den blev udviklet af William Ewart Fairbairn og Eric Anthony Sykes i Shanghai baseret på ideer og erfaringer de to mænd havde mens de tjente i Shanghai Municipal Police i Kina inden anden verdenskrig.
F-S kampkniven blev berømt under anden verdenskrig, hvor den blev givet til de britiske kommandosoldater, faldskærmstropper, SAS og mange andre enheder, særligt under D-dag i juni 1944. Med sin meget spidse profil beskrives den ofte som en stiletto, et våbent der er designet til at stikke med, selvom kniven også kan bruges til at lave åbne sår i en modstander, hvis den slibes efter specifikationerne. Wilkinson Sword Company fremstillede kniven med en mindre pommel og forskellige variationer i grebet.

## Brugere

### Nuværende
- Indonesien: Kopassus[4]
- Malaysia: Grup Gerak Khas[5]
- Singapore: Singapore Armed Forces Commandos[6]
- Spanien: F-S kniv-kopier fremstillet til spanske faldskærmstropper[6]

### Tidligere
- Australien: brugt af australske soldater under vietnamkrigen.[6]
- Canada: Tidligere brugt af First Special Service Force.[7]
- Frankrig: Tidligere brugt af French Resistance fighters.[8]
- Ghana: 250 FS knive bestilt mellem 1969 og 1979.[4]
- Kenya: 500 FS knive bestilt.[4]
- Holland: 400 FS knive bestilt i 1961.[4]
- Nigeria: 300 FS knive bestilt.[4]
- Norge: 450 FS knive bestilt i 1962.[4]
- Storbritannien: Tidligere brugt af SAS,[9] Special Service Brigade,[10] Chindits,[9] SBS,[11] og Parachute Regiment.[11] Kniven bliver stadig brugt som kendetegn for UK Commando Force[12] og mere nyligt Army Special Operations Brigade.[13]
- USA: nogle blev brugt under vietnamkrigen af nogle soldater fra United States Army Special Forces.[6] Tidligere brugt af United States Army Rangers,[7] Marine Raiders,[7] og First Special Service Force.[7]
- Polen: brugt af 1 Brygada Spadochronowa (1st Independent Parachute Brigade), der blev grundlagt i eksil sammen med British Army 1941–1947.